# Буенос Айрес (езеро)
Буенос Айрес (на испански: Buenos Aires; в Аржентина) или Хенерал Карера (на испански: General Carrera; в Чили) е езеро в Патагонските Анди, разположено на границата между Аржентина (провинция Санта Крус и Чили (област Айсен. И двете му имена са международно признати. Площта на езерото е 1850 km², от които 970 km² са чилийски, а 880 km² – аржентински. Това го прави най-голямото езеро в Чили и четвъртото по големина в Аржентина. Дължината му от запад на изток е 160 km, ширината – от 2,7 до 20 km, обемът 740 km³, а максимална дълбочина 586 m (в западната част).

## Географска характеристика, хидрология
Езерото е с ледников произход и е разположено на 217 m н.в., в Патагонските Анди между планинските масиви Сан Валентин (4058 m) на запад, Ап Иван (2310 m) на север и Себальос (2748 m) на юг. Дължината на бреговата му линия е 707 km и е силно разчленена от множество малки заливи и полуострови. На север са разположени заливите Ибанес и Лаго Буенос Айрес, а на югозапад с много тесен проток се свързва с по-малкото езеро Бертранд (намира се на същата надморска височина). Западната му фиордообразна част прорязва източните склонове на Патагонските Анди и е обградена с високи, стръмни и залесени склонове. Широката източна част е разположена на планинско плато и е обградена от ледникови морени. В него има и няколко острова, най-голям от които е Левикан. Площта на водосборния басейн на езерото е 14 861 km². В него се вливат множество предимно малки реки, като по-значимите са Делта (в езерото бертран), Мурта (от северозапад), Йенемени и Лос Антигуос (от юг). Езерото Буенос Айрес е едно от малкото езера в света, което се оттича в две посоки. На югозапад от езерото Бертран изтича река Бейкър (170 km), вливаща се в едноименния залив на Тихия океан, а от източната му част изтича Рио Десеадо (615 km), вливаща се в Атлантическия океан.

## Геология
Езерото вероятно е било образувано в резултат на тектонски движения, но днешната му форма се дължи в голяма част на ледникова ерозия. Възрастта на езерната депресия все още не е известна, но със сигурност тя не е съществувала допреди 10 милиона години и е вероятно да е по-млада от 4 милиона години. Съществуват спекулации относно това дали тектониката и топлинните потоци в кората при езерото се влияят от астеносферния прозорец, който съществува под кората в този регион на Патагония.
Мраморните пещери и Мраморната катедрала са необикновени геоложки образувания, намиращи се в централната част на езерото. Представляват група пещери, колони и тунели, образувани в монолитен мрамор. Те са се образували под въздействието на вълните през последните 6200 години.

## Стопанско значение, селища
Климатичните условия в този район като цяло са студени и влажни. Самото езеро, обаче, има слънчев микроклимат, на който се радват няколко селища по брега му, като например Чиле Чико (в Чили) и Лос Антигуос (в Аржентина).
Крайбрежните райони на езерото първоначално са заселени от креоли и европейски имигранти между 1900 и 1925 г. През 1971 и 1991 г. изригвания на вулкана Хъдсън нанасят тежки щети по местната икономика, особено овцевъдството. Чилийската част на езерото се обслужва от ферибот. Езерото е богато на пъстърва и сьомга.
Коритото на единия от притоците му, река Феникс Гранде, която по-рано се влива в езерото от север, е изменено през 1898 г. в хода на проект под ръководството на Франсиско Морено. Част от водата е пренасочена директно да се влива в Рио Десеадо. Разклонението се намира близо до градчето Перито Морено.

## Галерия
- Изглед от аржентинската страна.
- Лодка при Чиле Чико в Чили.
- Нагънат и изветрен мрамор в езерото.
- Мрамотната катедрала отвътре.